# Ania Proskourina
Anna Proskourina (ryska: Анна Проскурина), född den 25 oktober 1980 i Gubkin i västra Ryssland och uppvuxen i Ukraina, är en organist, pianist, och körledare, känd under artistnamnet Ania Proskourina. Hon bor numera i Stockholm och har medverkat som organist, pianist, cembalist och kördirigent, vid ett flertal skivinspelningar, samt tv- och radioprogram. Proskourina har även undervisat i orgel, piano och sång och är sedan 2006 organist i Sollentuna församling.

## Biografi
Ania Proskourina är född i en musikerfamilj, där hennes far är dirigent och hennes mor är pianist. Proskourina har spelat piano sedan tre års ålder, spelade med orkester vid åttaårsåldern, och studerade piano vid College of Arts i Norilsk 1993-1998. Hon flyttade till Sverige 1998 och började studera orgel vid Musikkonservatoriet Falun och därefter på kyrkomusikerprogrammet vid Kungliga Musikhögskolan i Stockholm 2000-2006.   Under sina högskolestudier studerade hon även för professor Jacques van Oortmerssen, vid Conservatorium van Amsterdam, Nederländerna 2003-2008, där hon tog en masterexamen i solistisk orgelspel.
Proskourina har deltagit i nationella och internationella piano och orgeltävlingar, bland andra Internationell Schnitger Organ Competition i Alkmaar, Nederländerna. Under sina studier har Ania fått ett flertal större stipendier bland annat från Kungliga Musikaliska Akademien och Rosenborg-Gehrmans studiestipendium.

### Priser och utmärkelser
- 2003-2006 – Kungliga Musikaliska Akademins stipendium.[2]
- 2003 – Svenska Frimurare Orden, Stiftelsen S:t Eriks Logens Jubelårsfond[3]
- 2004 – Rosenborg-Gehrmans stipendium  [4]

## Diskografi
- 2005 – Schiörlinorgeln i Slaka kyrka, orgel: Ania Proskourina och Mats Åberg,
- 2006 –  "Julens traditionella sånger / KFUM-kören i Stockholm, Sångare, orgel och piano: Ania Proskourina", CD07-0333, Nosag Records : nosag CD 136, 2006, Läst 21 december 2020

- 2009 – "A thousand pictures", dirigent: Ania Proskourina, kör: Laurentii Cantores LAU 103-3, 2009, Läst 3 januari 2021
- 2019 – "Organ live / Ania Proskourina, Orgel: Ania Proskourina", hearnow.com CD20-0520. digipack. 2019. Läst 21 december 2020